# Nothybus longicollis
Nothybus longicollis är en tvåvingeart som först beskrevs av Walker 1856.  Nothybus longicollis ingår i släktet Nothybus och familjen Nothybidae. Inga underarter finns listade i Catalogue of Life.